# BW ビューティフルワールド
『麻雀星取伝説 BW ビューティフルワールド』は、志名坂高次による日本の漫画作品。『近代麻雀』（竹書房）にて2013年8月1日発売・2013年9月1日号から2015年4月1日号まで連載。
高校生で麻雀が初心者の少年の主人公と、ひょんなことから現れた女剣士のヒロインが、麻雀によるやりとりで集めると願いが叶うといわれる「星」を集めるために敵と戦っていくギャンブル漫画。シリアスとコミカルさを織り交ぜた雰囲気で描かれる作風で物語が進む。物語のコンセプトは「星を集める物語」と銘打たれている。キャッチコピーは『その女、凶暴につき。』（単行本1巻宣伝帯より）。

## あらすじ
一部の者の間で噂になっている「星」と呼ばれる代物とは、「100個集めるとなんでも願いが叶う」と信じられていた。だが、100個集めて願いをかなえるとすべての星は消滅してしまい無に還る。その星の入手法は麻雀の上での勝負で許され、1人一日に一つしかやり取りできない上に売買譲渡も許されない。それゆえに星を求める者達は麻雀での争奪を繰り返していく。
ごく普通の高校生の少年・新条匠は、「自給1万円で麻雀が初心者の人のバイト1人募集」という呼びかけをしていた中年男性に軽率な判断で希望する。何も知らされないまま慣れない麻雀を打つ匠は、最後はビギナーズラックで地和をあがり逆転勝利を収めるが、その相手が立会人を買収していたことを知られ男性は殺されてしまう。匠も始末されかけたが、乱入してきた女剣士・霧生茜が、匠以外のその場にいた者たちを日本刀で惨殺した。茜は匠に地和をあがったところに目をつけ、「見逃して欲しければ山から1・9・字牌を引き当てること」を強要した。錯乱し逃亡を図った匠は茜に気絶させられるが、その際に茜に投げつけた牌山がすべて1・9・字牌であったことから茜はその強運に目をつけ、それ以降茜に監視されながら行動をともにする。また、匠は周囲に流される形で「星取り戦」に巻き込まれ、恐々とした日々を送る破目になる。

## 登場人物

### 主要人物
新条匠（しんじょう たくみ）
本作の主人公。市立陽架高校2年生。平凡な高校生だったが、何も分からないままに巻き込まれた星取り勝負と、その際の茜との出会いを経て生活が一変し、常に恐々とした日々を送る破目になる。「危険な世界」とは違う「面白い世界」を望んでいる。
本人も知らない「強運の素質」を持つ。麻雀は素人同然だが、茜の手解きを受ける。その一方、ある程度の洞察力を持っていることや機転が利く一面もある。星取り戦当日に長井が敗北死したことで勝負を破棄しようとしたが、茜の提案を受け参加を決意する。2日目にて、チョンボなどの醜態をさらしていくうちに「麻雀をやる中で面白いこと」に気付き、その気持ちが高まり強運が覚醒する。
茜の調べによれば、趣味は映画鑑賞。好物はカレー。家族構成は自身と両親（父・義人、母・美保）の3人。
霧生茜（きりゅう あかね）
本作のヒロイン。「神速の茜」の異名を持つ謎の女性。トレンチコートを羽織り、迷彩柄のズボンを履き、日本刀を得物としている。匠が持つ「強運の素質」を目にしたのを機に、「自分の探し求めていたものの可能性」として常に監視するために匠の家に居候し、翌日に匠と同じクラスに転校生として潜り込む。匠を「タっくん」と呼び接する。そのことから匠の親友の長井からは同棲していると思われ羨ましがられているが、匠本人は「謎が多くて怖い」と評している。
素性には謎が多く「看護士の資格を持っている」「警察みたいな物」「年齢は16歳」と言っており、実際に警察とツーカーで通っている描写がある。このほか、牧野が調べた情報によれば、学校では本籍・年齢・経歴の情報すらなく、「茜」という名も偽名と推測されている。後に着ている服は特殊防弾繊維製で帯刀できる特注のセーラー服を着る（本人いわく「いつも同じ服では学園に馴染まないから」とのこと）。
麻雀による星取り戦の立会人の資格を所有しており、自身の雀力も相当なもの。「神速」の異名は戦闘能力のみならず、麻雀における早あがりにもあやかっている。
先生<仮称>
雷の文字が入った鉄仮面をつけた謎の男。茜が「先生」と呼ぶ人物。

### 市立陽架高校
長井
市立陽架高校2年生。匠のクラスメイトで親友。好奇心旺盛な性格で、匠に茜との関係を追及し、匠の部屋にある茜の使用済みの寝袋の匂いを嗅ぐなど思春期の少年らしい面が描かれている。麻雀部の部長や「星」の都市伝説について詳しいなど情報通である。麻雀部部長・沢村に勝負を挑まれた匠に便乗して星取り麻雀勝負に挑む。雀力は匠より上。
実は沢村・上川と匠の星を奪うことを協力する代わりに自分も星持ちになるという裏取引をしており、匠を利用していただけであったが、上川に裏切られダブロンされて敗北し、星取り戦の掟として立会人に処刑されて死亡。彼の死は、表向きには交通事故死ということにされた（理由は後述）。利用していたとはいえ、死後も匠からは親友として認識されていた。
山本
麻雀部部員。金の短髪が特徴。麻雀部に星取り勝負に来た匠と茜と星争奪戦を繰り広げる。吉田と通しのイカサマで合図を取り合い有利にゲームを進めるも敗北。その件を棚に上げて茜に喚いた挙句、「イカサマ師」呼ばわりしたことで彼女の怒りを買い、右耳を銃撃された上、後にその件を知られた沢村らに制裁された。
吉田
麻雀部部員。角刈りが特徴。麻雀部に星取り勝負に来た茜、匠を山本と共に迎え撃つも敗北。山本に指の音で待ちを教える通しのイカサマをしていた。
沢村
市立陽架高校3年生。麻雀部部長。黒の長髪一本結びと鋭い三白眼の目付きが特徴。性格は山本以上に凶暴で冷酷。長井によれば、彼が麻雀部部長になってからの暴虐振りからほとんどの部員が逃げ出したといわれている。山本を打ち負かした匠に星取り麻雀勝負を要求する。雀力は高く、それに加えて星の持ち数は21個のU級と星取り戦に慣れている猛者。自身や上川が「あの方」と呼ぶ、後ろ盾の人物も存在するようである。
上川
市立陽架高校3年生。麻雀部副部長。サングラスと短髪が特徴。沢村と共に匠らを迎え撃つ。星の持ち数は14個→15個のU級と、沢村同様に雀力は高く、星取り戦に慣れている猛者でもある。常に冷静だが、本性は残忍であり、「娯楽」と称して星取り戦の麻雀による素人殺し（茜いわく「低級者狩り」）を目的とし、なおかつそれを無上の悦びとしており、星取り戦を始めた頃から15人の同校の生徒を殺している（3年間で18人もの同校の生徒が星取り戦により死亡した）。
神楽貴美（かぐら たかみ）
陽架高校2年生。匠のクラスメイト。ウェーブ掛かった長髪と菱形の星の瞳が特徴。牧野からは「お嬢様」と呼ばれている。「自分の世界」と称する星取り戦に関わる茜に興味を持つ。実は高校生日本一の星取り戦のトップであり、星の持ち数は76個のA級。プレイヤーネームは「TAKAMI」。
牧野マキ
陽架高校2年生。匠のクラスメイト。ボブカットが特徴。貴美に付き従う使用人でもある少女。無表情で身長は低く、貴美に「チンチクリン」と評されるほど。貴美に忠実で、彼女の命令あらば自害も厭わない性格。茜を転校初日から目をつけており、貴美の指示で茜について調べていた。星の持ち数は18個のU級で、貴美いわく「特攻（ぶっこみ）のマキ」の異名を持ち、攻撃に特化した雀力の持ち主である。

### その他
中年男性<仮称>
匠が星取り戦に巻き込まれるきっかけとなった、眼鏡をかけた男性。バイト募集と称して星取り戦の相棒を探している中、麻雀初心者である匠を雇い、麻雀の簡単なやり方を教える。心臓病を患っている娘を助けるために星取り戦に参加している。対戦相手であるタケに匠が地和であがったことで勝利するも、タケに理不尽な行動により殺害された。
タケ
匠が麻雀で初めて戦った相手。右目の上に傷がある坊主頭に顎鬚の強面の男。ガラの悪い仲間と、立会人を買収して星取り戦を有利に進める狡猾で卑怯な性格（匠はグルであると気付いていた）。匠、中年男性に敗北するも中年男性を金属バットで撲殺。仲間と共に匠も始末しようとしたが途中から乱入してきた茜に日本刀で自身と仲間もろとも全員惨殺された。

## 世界観・用語
星 / 星取り戦
先述の通り、「100個集めるとなんでも願いが叶う」と噂されている代物。100個集めて願いをかなえるとすべての星は消滅する。入手するには、麻雀の上での勝負でのみ許される。ただし、1人一日に一つしかやり取りできず、売買譲渡も許されない。星の所有方法や星取り戦の方法は携帯電話（スマートフォン）で入力し、対戦予定予約を入れることで成立する。しかし、対戦予約をキャンセルする場合は、そのペナルティとして現金100万円を相手に支払い、3ヵ月間の星取り戦が禁止される。また、星取り戦で自分か相手が星0個であった場合は、その代価として持っていないほうが命を掛けて戦い、敗北した場合は死亡する。また、（イカサマ含む）不正が発覚した場合は立会人や星取り戦の主催者に殺害される。ただし、他人のあがりを潰すための差し込みである場合は不正に当たるが、リーチを相手に危険牌を打つことは不正とまでは言えず、差し込みであっても同様にお咎めなしとなる。また、星取り戦にともなう外ウマも黙認されている。また、細かいルールなどは立会人の判断により決定する（見せ牌などのミスであがり放棄の有無など）。
また、星の所有数により階級（クラス）が定められ、同じクラス同士の者としかやり取りできない。所有数とそのクラスは以下の4クラスに分かれる。
- 0 - 29個…U級
- 30 - 59個…B級
- 60 - 89個…A級
- 90 - 99個…S級

世界観
ごく普通の現代が舞台だが、長井いわく、「星の都市伝説によると、今自分たちがいるこの世界は前に星を100個集めた男が作った世界」らしい。茜いわく「この世界は星が全てであり、その秩序を守るための行為は全て正当化される仕組みになっており、星取り戦による死亡などは公にされず、適当に伝播（捏造）される」。その死因に関しては長井の交通事故のほか、上川いわく「心臓発作や行方不明」などにもでっち上げられる。

## 書籍
- 志名坂高次 『BW ビューティフルワールド』 竹書房〈近代麻雀コミックス〉、全3巻
  1. 2014年4月17日発売、2014年5月1日初版発行 ISBN 978-4-8124-8559-0
  2. 2014年12月15日発売 ISBN 978-4-8019-5055-9
  3. 2015年4月15日発売 ISBN 978-4-8019-5225-6